# 양구정중앙터미널
양구정중앙터미널 또는 (구)남면터미널은 강원특별자치도 양구군 국토정중앙면 정중앙로 610에 위치한 대한민국의 시외버스터미널이다.
처음에는 작은 가게 한쪽에 매표소를 운영하였으나 그 자리에 2013년 편의점이 들어서며 환경이 개선되었으며 최초 종이에 요금과 행선지를 표시한 임시 승차권을 발매하다가 2014년부터 승차권 인쇄기를 사용한 정규 승차권을 발매하고 있다. 2020년 12월 21일부로 시외버스 시발(始發)이 생김으로서 그동안 불가했던 인터넷예매 및 지정좌석제와 카드 발권이 가능해짐에 따라 교통불편이 해소되는등 편익이 증대되었다. 아울러 카페분위기의 승객대합실 및 화장실 등이 개축되어 이용객을 위한 편의시설이 개선되는 등 터미널로서의 면모를 갖추게 되었다.

## 운행 노선

### 시외버스
대부분 노선은 금강고속과 강원고속에서 운행하고 있다.
| 방면        | 행선지 |
| ----------- | --- |
| 강원권 방면 | 간성, 간척, 공근, 군단앞, 낙산, 남교리, 물치, 백담입구, 북산지서, 속초, 수인, 신남, 양구, 양양, 오색, 웅진, 원주, 원통, 장수대, 장신리, 진부령, 철정, 춘천, 홍천, 횡성 |
| 수도권 방면 | 동서울 |
| 충청권 방면 | 대전 |